# Røa IL
Røa Idrettslag (kurz: Røa IL) ist ein Fußballverein aus Oslo (Norwegen). Die erste Frauenfußball-Mannschaft spielt in der höchsten norwegischen Liga Toppserien.

## Geschichte
Røa IL wurde am 11. November 1900 gegründet. Die Frauenfußballmannschaft wurde 1993 gegründet und stieg im Jahre 2000 in die Toppserien auf. Die Mannschaft konnte sich schnell im norwegischen Oberhaus etablieren und konnte 2004 gleich zweimal jubeln. Zunächst wurde man mit einem Punkt Vorsprung vor Trondheims-Ørn SK Meister. Dann schlug man im Pokalfinale Asker SK mit 2:1. Um UEFA Women’s Cup schlug man United Pietasaari aus Finnland sowie Pärnu JK aus Estland. Der Gruppensieg wurde allerdings durch eine Niederlage gegen Valur Reykjavík aus Island verpasst. Zwei Jahre später gewann Røa zum zweiten Mal das Pokalfinale. Wieder hieß der Gegner Asker SK. Dieses Mal gewann Røa mit 3:2. 2007 gewann der Verein seine zweite Meisterschaft. Im Pokalfinale unterlag man jedoch Kolbotn IL. 2010 gewannen die „Dynamite Girls“ zum dritten Mal den Pokal, im Finale setzten sie sich deutlich mit 7:0 gegen Trondheims-Ørn SK durch. In der Liga belegten sie im selben Jahr den 2. Schlussrang hinter Stabæk Fotball.
Der Verein trägt seine Heimspiele im Stadion Røabanen aus. Das Stadion verfügt über einen Kunstrasenplatz. Die Vereinsfarben sind rot und gelb.

## Bekannte Spielerinnen
Für Røa spielten u. a. diese (ehemaligen) Nationalspielerinnen:
- Elise Thorsnes
- Guro Knutsen Mienna
- Caroline Knutsen
- Lene Mykjåland
- Emilie Bosshard Haavi
- Hedda Strand Gardsjord

## Erfolge
- Norwegischer Meister 2004, 2007, 2008, 2009, 2011
- Norwegischer Pokalsieger 2004, 2006, 2008, 2009, 2010